# Thermidorieni
Thermidorienii (în franceză Thermidoriens, după denumirea lunii Thermidor) au fost o grupare politică în timpul Primei Republici Franceze. Ei s-au format în 1794 și au dominat ultimul an de funcționare a Convenției Naționale care, în această fază, a fost denumită Convenția Thermidoriană (în franceză Convention thermidorienne), și apoi guvernul Directoratului până la venirea la putere a lui Napoleon Bonaparte în 1799.

## Istorie
Grupul își trage numele de la Reacțiunea Thermidoriană⁠(d) din 1794, când membrii lui — în frunte cu Paul Barras⁠(d), Jean-Lambert Tallien⁠(d) și Joseph Fouché — i-au înlăturat de la putere pe Maximilien Robespierre și Louis Antoine de Saint-Just, care au fost executați alături de susținătorii lor pe 27 iulie 1794. Deputații care au susținut Reacțiunea au fost următorii:
- Moderați⁠(d) (membri ai Câmpiei⁠(d)) ca Emmanuel Joseph Sieyès, Jean de Cambacérès⁠(d) și Boissy d'Anglas⁠(d)
- Montagnarzii⁠(d) (adversari ai lui Robespierre, ca Tallien și Jean-Baptiste Carrier⁠(d))
- Membri ai Comitetului de Salvare Publică precum Barras, Bertrand Barère⁠(d), Lazare Carnot, Marc Vadier⁠(d), Jean Amar⁠(d) și Collot d'Herbois⁠(d)

În zilele următoare, thermidorienii au constituit o majoritate în Convenția Națională. În 1795 a fost introdusă o nouă constituție⁠(d), iar Convenția Națională a fost desființată. Directoratul a devenit noul guvern. Ca și constituția, termidorienii puneau accent pe valorile burgheze: erau conservatori pe teme sociale și liberali pe teme economice. Ei reprezentau o separare față de ideologia montagnardă⁠(d), dar erau mai apropiați de girondini, monarhiști⁠(d), de clubul feuillanților⁠(d) și de clubul de la Clichy⁠(d), care îmbrățișau, la fel ca thermidorienii, liberalismul economic și conservatorismul social.
După alegerile din 1795⁠(d), thermidorienii au obținut majoritatea în Consiliul celor 500⁠(d), noua cameră inferioară. La Paris, grupul și-a creat un sediu în Hôtel de Noailles, iar Paul Barras a devenit liderul său.
Ca și celelalte grupări politice, thermidorienii s-au destrămat după lovitura de stat din 18 Brumaire⁠(d), când a venit la putere Napoleon Bonaparte, care a înlocuit Directoratul cu un Consulat.